# 薩爾茨曼冰川
78°39′S 84°51′W / 78.650°S 84.850°W

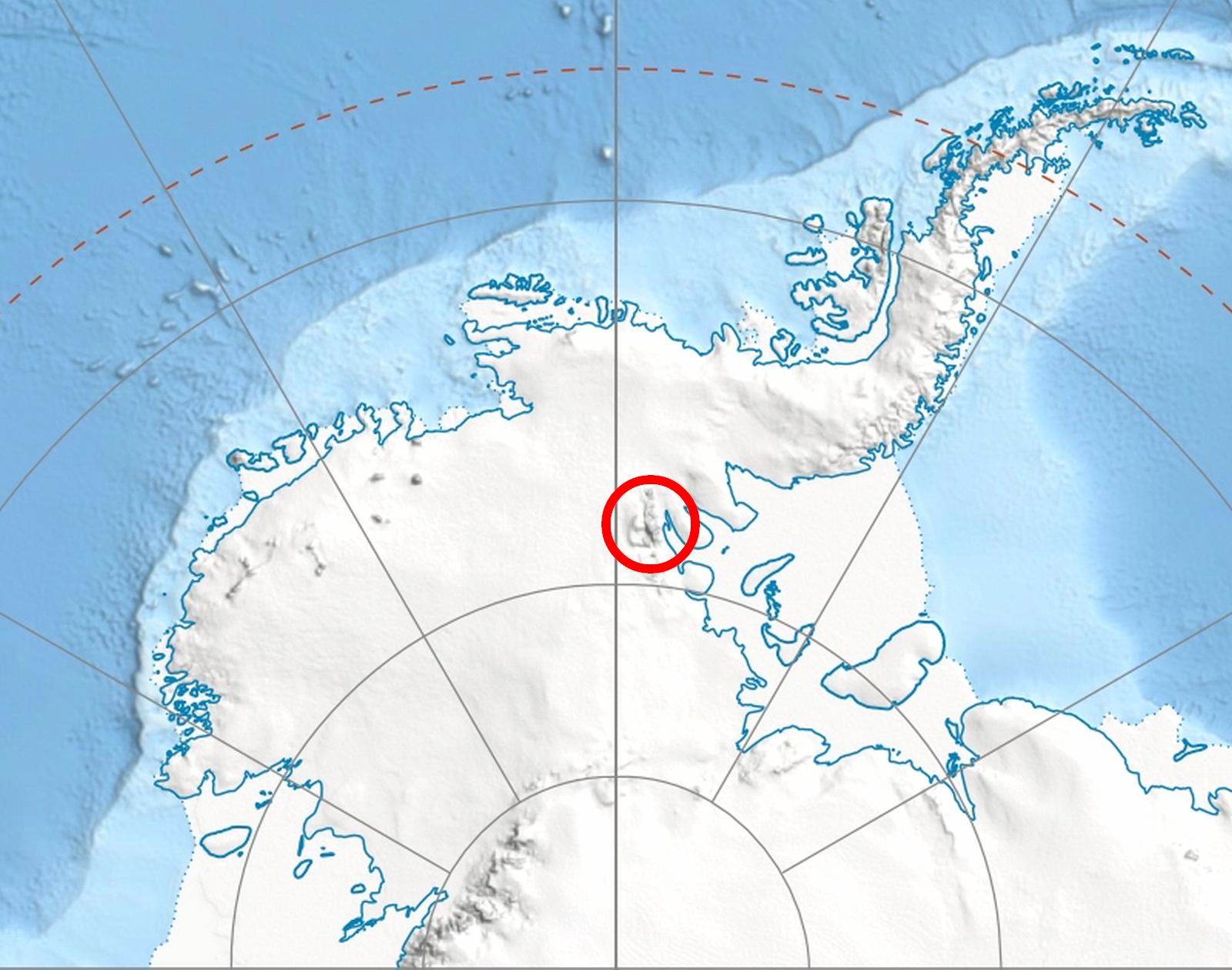

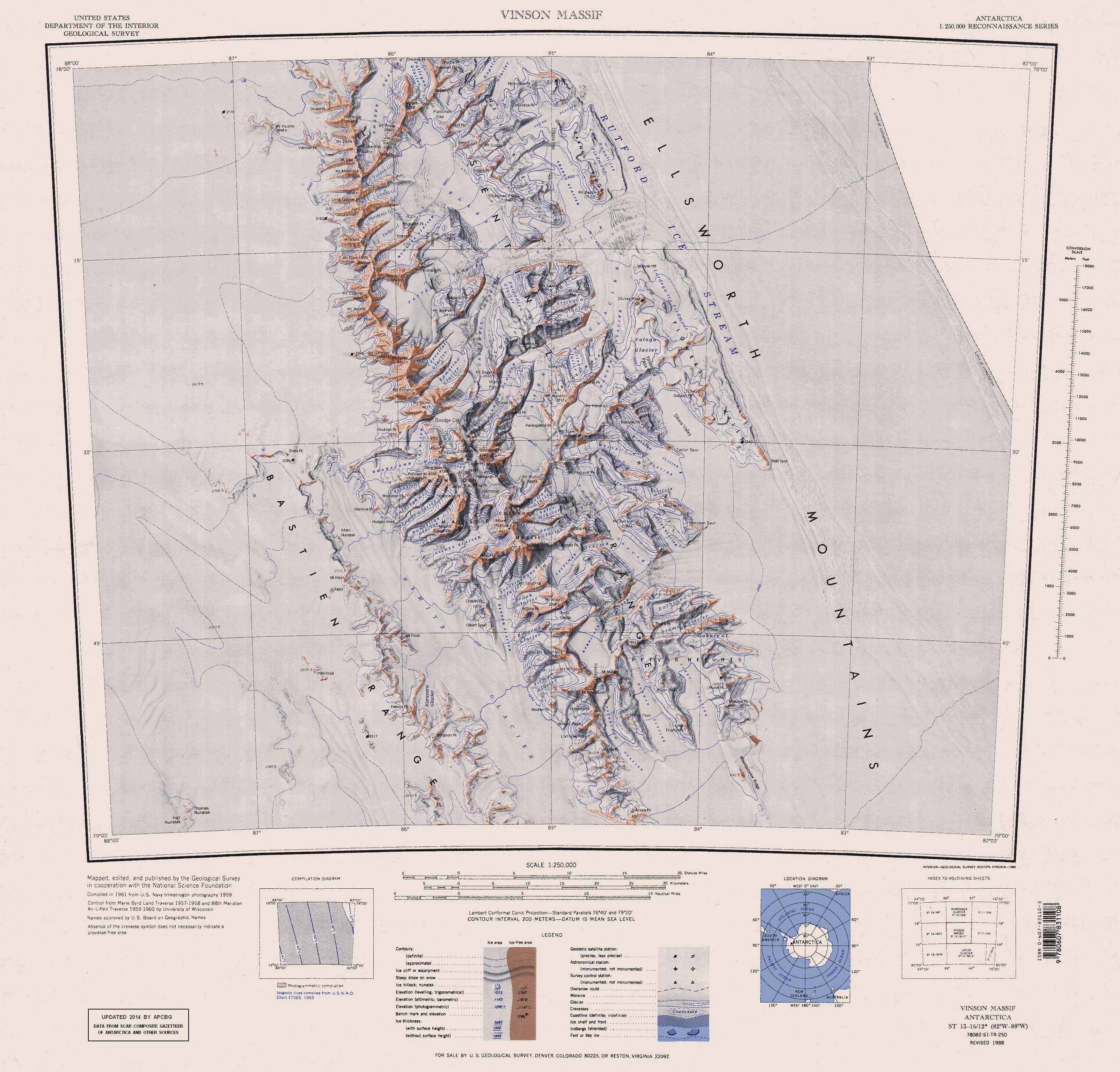

薩爾茨曼冰川是南極洲的冰川，位於埃爾斯沃思地，流經艾倫山北坡，最終在埃爾斯沃思山脈的森蒂納爾嶺注入托馬斯冰川，現時由南極條約體系管理。

## 外部連結
- SCAR Composite Gazetteer of Antarctica（页面存档备份，存于）.